# Matabelelândia Norte
Matabelelândia Norte (em inglês Matabeleland North), também grafada Matabeleland Norte, é uma província do Zimbábue. Sua capital é a cidade de Bulavaio.
Atravessada pelo rio Zambeze, esta província alberga ainda as cataratas Victória, umas das mais espetaculares quedas de água de todo o planeta, e o Parque Nacional de Hwange.

## Distritos
- Binga
- Bubi
- Hwange
- Lupane
- Nkayi
- Tsholotsho
- Umguza